# UEFA Konferencia Liga
Az UEFA Konferencia Liga (angolul: UEFA Conference League) a labdarúgásban az UEFA által szervezett, harmadik számú európai kupasorozat klubcsapatok számára az UEFA-bajnokok ligája és az Európa-liga után.
Az első kiírás a 2021–22-es szezon volt, elsődlegesen az alacsonyabban rangsorolt országok klubcsapatai számára. Ezzel párhuzamosan az Európa-liga csoportkörébe 48 helyett 32 csapat került.

## Története
Az UEFA 2018. december 2-án hozta nyilvánosságra a harmadik európai kupasorozat tervét, Európa Liga 2 néven. 2019. szeptember 24-én jelentették be a végleges nevet, amely UEFA Európa Konferencia Liga lett. A torna nevét a 2024–25-ös szezon előtt UEFA Konferencia Liga névre változtatták.

## Formátum

### Selejtező
Az UEFA-bajnokok ligájához hasonlóan a Konferencia Liga selejtezője is két ágra, egy bajnoki ágra és egy főágra oszlik. A BL előselejtezőjéből és 1. selejtezőköréből kieső csapatok az Konferencia Liga bajnoki ágára kerülnének.
A főágra kerülő csapatok számát az UEFA ország-együtthatója határozza meg:
- az 1–5. helyen rangsorolt országoknak egy;
- a 6–15. helyen rangsorolt országoknak kettő;
- a 16–50. helyen rangsorolt országoknak három;
- az 51–55. helyen rangsorolt országoknak kettő.
- A bajnokságot nem rendező Liechtenstein kivétel, csak a kupagyőztes indulhat.

### Csoportkör és kieséses szakasz
A csoportkörben 32 csapat szerepelne, nyolc darab négycsapatos csoportban. A csoportkörből 16 csapat jutna tovább az egyenes kieséses szakaszba. Ugyanakkor az egyenes kieséses szakasz előtt a csoportok második helyezettjei az Európa-liga harmadik helyezettjeivel játszanának az EL2 egyenes kieséses szakaszba kerüléséért. Az új sorozatban így összesen 141 mérkőzés lenne.
A sorozat győztese a következő szezonban automatikusan az Európa-liga csoportkörébe kerülne. A mérkőzéseket csütörtökönként játszanák.

## Lebonyolítás
2021–22-től a 2023–24-es szezonig
|                                         |                                         | A szakaszban bekapcsolódó csapatok | Az előző forduló továbbjutói                                                     | Az UEFA-bajnokok ligájából átkerülő csapatok                             | Az Európa-ligából átkerülő csapatok                |
| --------------------------------------- | --------------------------------------- | --- | -------------------------------------------------------------------------------- | ------------------------------------------------------------------------ | -------------------------------------------------- |
| 1. selejtezőkör (72 csapat)             | 1. selejtezőkör (72 csapat)             | - 26 kupagyőztes a 30–55.-ig rangsorolt kupákból - 25 második helyezett csapat a 30–55.-ig rangsorolt bajnokságokból (kivéve Liechtenstein) - 21 harmadik helyezett csapat a 29–50.-ig rangsorolt bajnokságokból (kivéve Liechtenstein)                                                                                  |                                                                                  |                                                                          |                                                    |
| 2. selejtezőkör                         | Bajnokcsapatok (20 csapat)              | |                                                                                  | - 17 vesztes a BL 1. selejtezőköréből - 3 vesztes a BL előselejtezőjéből |                                                    |
| 2. selejtezőkör                         | Nem bajnokcsapatok (90 csapat)          | - 14 kupagyőztes a 16–29.-ig rangsorolt kupákból - 14 második helyezett csapat a 16–29.-ig rangsorolt bajnokságokból - 16 harmadik helyezett csapat a 13–28.-ig rangsorolt bajnokságokból - 9 negyedik helyezett csapat a 7–15.-ig rangsorolt bajnokságokból - 1 ötödik helyezett csapat a 6.-ig rangsorolt bajnokságból | - 36 továbbjutó az 1. selejtezőkörből                                            |                                                                          |                                                    |
| 3. selejtezőkör                         | Bajnokcsapatok (10 csapat)              | | - 10 továbbjutó a 2. selejtezőkörből (bajnoki ág)                                |                                                                          |                                                    |
| 3. selejtezőkör                         | Nem bajnokcsapatok (52 csapat)          | - 6 harmadik helyezett csapat a 7–12.-ig rangsorolt bajnokságokból - 1 negyedik helyezett csapat a 6. helyen rangsorolt bajnokságból | - 45 továbbjutó a 2. selejtezőkörből (főág)                                      |                                                                          |                                                    |
| Rájátszás                               | Bajnokcsapatok (10 csapat)              | | - 5 továbbjutó a 3. selejtezőkörből (bajnoki ág)                                 |                                                                          | - 5 vesztes az EL 3. selejtezőköréből (bajnoki ág) |
| Rájátszás                               | Nem bajnokcsapatok (34 csapat)          | - 1 ötödik helyezett csapat az 5. helyen rangsorolt bajnokságból - 4 hatodik helyezett csapat az 1–4.-ig rangsorolt bajnokságokból | - 26 továbbjutó a 3. selejtezőkörből (főág)                                      |                                                                          | - 3 vesztes az EL 3. selejtezőköréből (főág)       |
| Csoportkör (32 csapat)                  | Csoportkör (32 csapat)                  | | - 5 továbbjutó a rájátszásból (bajnoki ág) - 17 továbbjutó a rájátszásból (főág) |                                                                          | - 10 vesztes az EL rájátszásából                   |
| Rájátszás a nyolcaddöntőért (16 csapat) | Rájátszás a nyolcaddöntőért (16 csapat) | | - 8 csoportmásodik                                                               |                                                                          | - 8 csoportharmadik                                |
| Egyenes kieséses szakasz (16 csapat)    | Egyenes kieséses szakasz (16 csapat)    | | - 8 csoportgyőztes - 8 továbbjutó a rájátszásból                                 |                                                                          |                                                    |

## Döntők
| Év        | Helyszín                   | Győztes         | Eredmény | Döntős     |
| --------- | -------------------------- | --------------- | -------- | ---------- |
| 2021–2022 | Arena Kombëtare, Tirana    | Roma            | 1–0      | Feyenoord  |
| 2022–2023 | Fortuna Arena, Prága       | West Ham United | 2–1      | Fiorentina |
| 2023–2024 | Ajía Szofía Stadion, Athén | Olimbiakósz     | 1–0      | Fiorentina |
| 2024–2025 | Városi Stadion, Wrocław    | Chelsea         | 4–1      | Real Betis |